# Pembury
Pembury es una parroquia civil y un pueblo del distrito de Tunbridge Wells, en el condado de Kent (Inglaterra).

## Geografía
Según la Oficina Nacional de Estadística británica, Pembury tiene una superficie de 14,34 km².

## Demografía
Según el censo de 2001, Pembury tenía 6005 habitantes (48,61% varones, 51,39% mujeres) y una densidad de población de 418,76 hab/km². El 20,17% eran menores de 16 años, el 72,04% tenían entre 16 y 74 y el 7,79% eran mayores de 74. La media de edad era de 39,92 años. Del total de habitantes con 16 o más años, el 23,65% estaban solteros, el 60,89% casados y el 15,46% divorciados o viudos.
El 94,2% de los habitantes eran originarios del Reino Unido. El resto de países europeos englobaban al 2% de la población, mientras que el 3,8% había nacido en cualquier otro lugar. Según su grupo étnico, el 97,54% eran blancos, el 0,77% mestizos, el 0,72% asiáticos, el 0,33% negros, el 0,4% chinos y el 0,25% de cualquier otro. El cristianismo era profesado por el 76,29%, el budismo por el 0,13%, el hinduismo por el 0,38%, el judaísmo por el 0,12%, el islam por el 0,38%, el sijismo por el 0,05% y cualquier otra religión por el 0,13%. El 15,27% no eran religiosos y el 7,24% no marcaron ninguna opción en el censo.
2970 habitantes eran económicamente activos, 2902 de ellos (97,71%) empleados y 68 (2,29%) desempleados. Había 2344 hogares con residentes, 47 vacíos y 3 eran alojamientos vacacionales o segundas residencias.